# Balvanera
Balvanera é um bairro da cidade argentina de Buenos Aires, localizada na zona leste da cidade e próxima do seu centro político e financeiro. O nome do bairro deriva da paróquia e foi assim estabelecido a 4 de Maio de 1972..

## Origem do nome
O nome oficial, Balvanera, provem da paróquia de Nuestra Señora de Balvanera, construída em 1831, já o nome da paróquia tem origem no mosteiro de Valvanera em La Rioja (Espanha) onde, em escritos de 1016, o mosteiro aparece como val veneto.
A zona situada em redor da interseccão das avenidas Corrientes e Pueyrredón é chamada Once, nome este que é devido à estação Once de Septiembre (11 de Setembro). Este nome é usualmente proferido ao invés de Plaza Miserere, onde está situado o mausoléu do presidente Bernardino Rivadavia, contudo não é da praça que o nome provém mas sim da estação.
A zona sudeste de Balvanera é também denominada de Congreso, por ser nela que está situado o edifício do Congreso Nacional. Já a parte noroeste é conhecida como  Abasto, recordando o antigo mercado de Abasto, que é actualmente um centro comercial.

## História

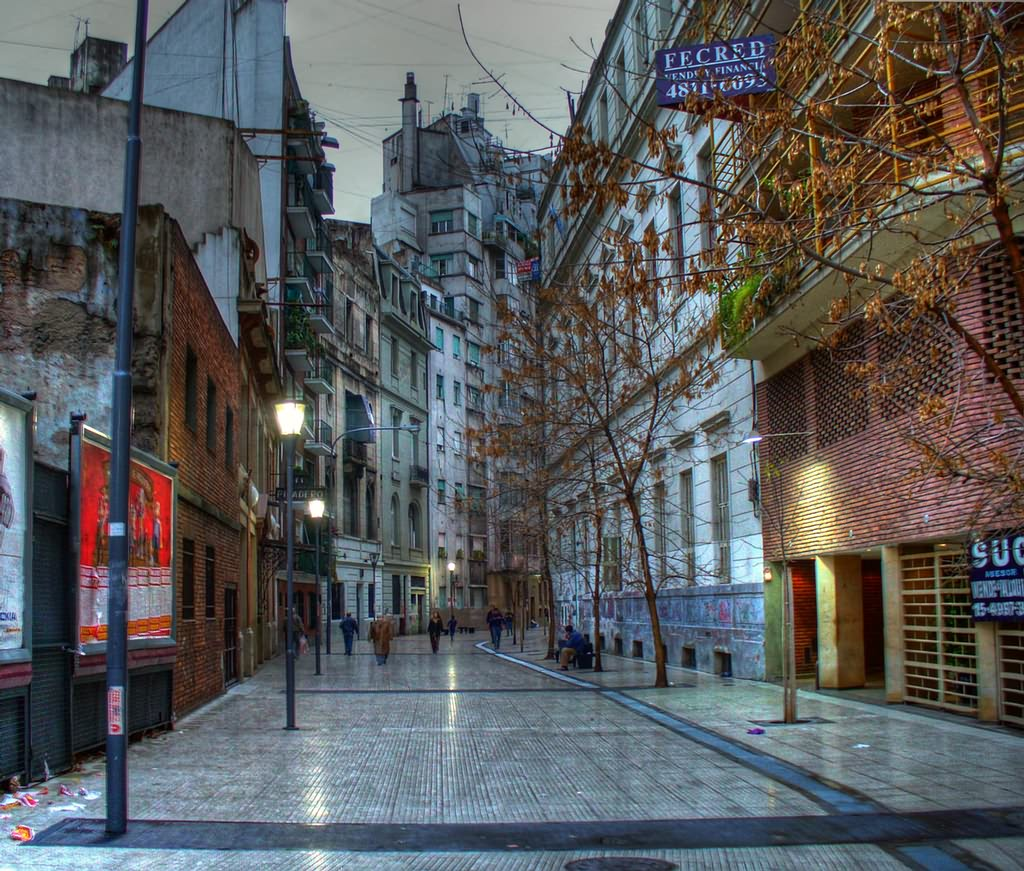
Passeio pedonal Pasaje Enrique Santos Discépolo, por onde passou a primeira linha de comboio do país

Durante o século XIX, Balvanera era considerado um subúrbio de Buenos Aires, sendo a sua população estimada em 3.625 habitantes por um censo de 1826. A avenida principal, era denominada de Camino Real e actualmente é a Avenida Rivadavia.
Em Balvanera existia uma forte tradição política que identificava o bairro (a actual seccão eleitoral 9) com o  caudillo  Adolfo Alsina, e portanto com os líderes da Unión Cívica Radical (UCR), Leandro Alem e Hipólito Yrigoyen.
Até 1900 associava-se Balvanera aos violentes protestos eleitorais, e com os bordéis de Junín y Lavalle, zona em que, segundo Jorge Luis Borges, o tango adquiriu os seus tons eróticos mais acentuados. O crescimento do bairro e o advento do caminho de ferro levaram a que, por esta época, o bairro passasse a constituir parte integrante da cidade.
Durante as primeiras décadas do século XX, a zona em redor da avenida Corrientes passou a ser o núcleo da comunidade judia de Buenos Aires, e também nela ficou concentrado o comércio têxtil, o que acabou por atrair as comunidades árabe e arménia. Apesar desta presença de imigrantes a fama de Balvanera como bairro associado ao tango nunca desapareceu.

## Geografia

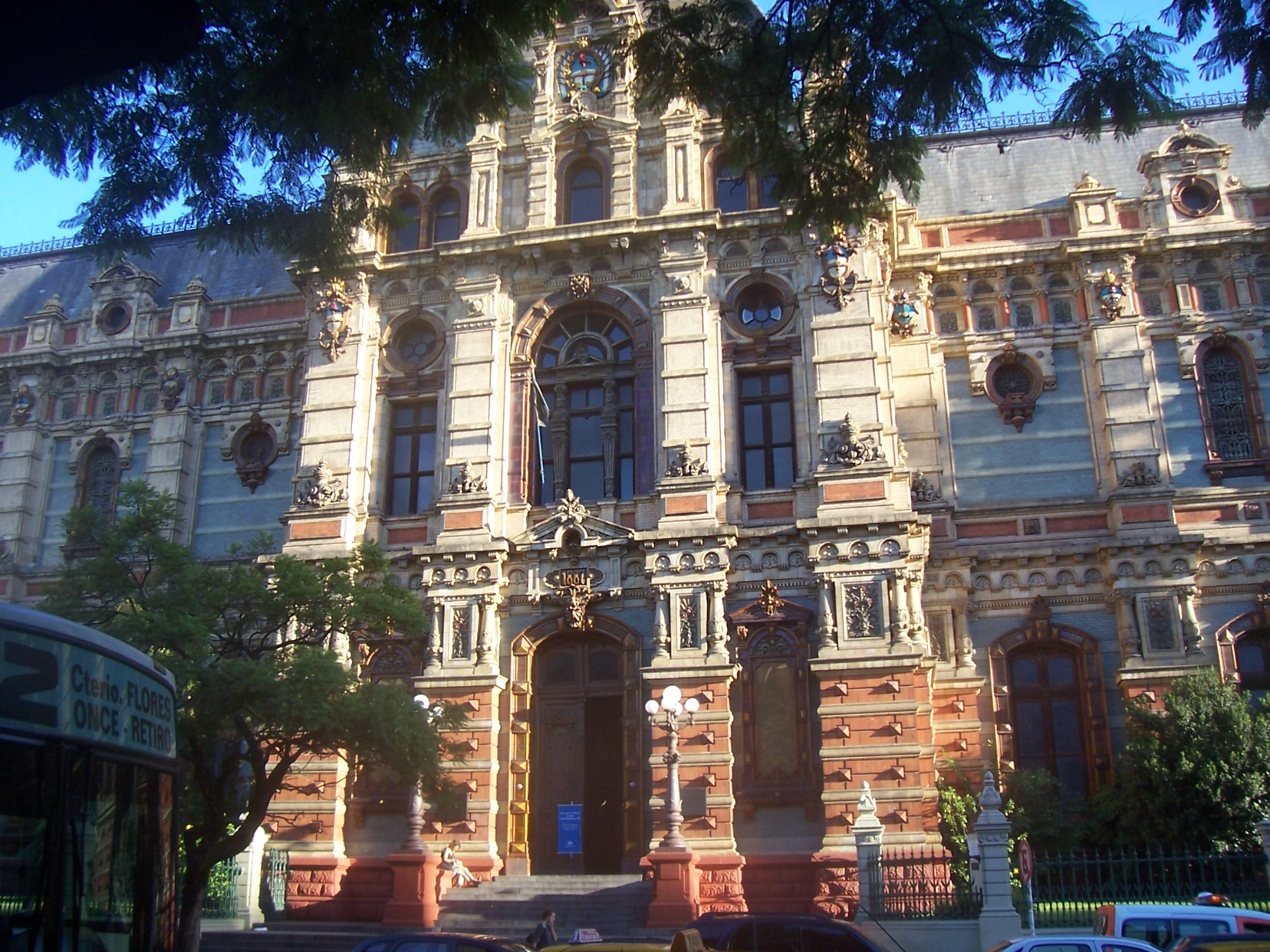
Palácio das Águas

O limite sul de Balvanera é a avenida Independencia, a este a avenida Entre Ríos e a sua continuação: a avenida Callao, a norte a avenida Córdoba e a oeste a rua Gallo, a avenida Díaz Vélez, e as ruas Sánchez de Bustamante e Sánchez de Loria. Está situado a oeste da zona identificada como o centro de Buenos Aires, e a sul, atravessando a avenida Córdoba, das elegantes zonas residenciais conhecidas como Barrio Norte, que é na realidade o bairro de Recoleta.
Na zona norte de Balvanera está situada a Facultad de Ciencias Económicas da Universidade de Buenos Aires, havendo também muitas universidades privadas situadas neste bairro. O hospital general Ramos Mejía situa-se também em Balvanera, à semelhança de muitas outras instituições do género, situadas sobretudo em redor dos edifícios da Facultad de Medicina que se encontra no bairro de Recoleta.
O imponente palácio do Congresso, um edifício de estilo neoclássico com uma alta cúpula, inaugurado em 1906, e a antiga confeitaria El Molino, que já foi restaurada várias vezes desde a sua criação, são os edifícios de maior destaque do bairro.

## Gardel
Carlos Gardel, o mais popular cantor de tangos argentino, viveu bastante perto do mercado de Abasto, cujo edificio art decó foi construído na década de 1930. Gardel começou a cantar em casas deste bairro. A casa em que habitou com a sua mãe, uma imigrante francesa, foi declarada monumento histórico, e situa-se na ruan Jean Jaurés 835.